# 松田巻平
松田 巻平（まつだ まきへい、1883年（明治16年）3月13日 - 1942年（昭和17年）2月2日）は、日本の陸軍軍人。最終階級は陸軍中将。

## 経歴
静岡県出身。松田保平の二男として生まれる。1901年（明治34年）、静岡県静岡中学校卒業。静岡中学時代は野球部でピッチャーを務め、キャッチャー羽根喜一との活躍は、後年、"将軍と医博のバッテリー"と語り種となった。1903年（明治36年）11月、陸軍士官学校（15期）を卒業。翌年3月、歩兵少尉に任官し歩兵第34連隊付となる。1914年（大正3年）11月、陸軍大学校（26期）を卒業した。
1915年（大正4年）9月、参謀本部付勤務となり、参謀本部員、歩兵第78連隊大隊長、参謀本部員を務め、1922年（大正11年）8月、歩兵中佐に昇進。1926年（大正15年）3月、歩兵大佐に進み参謀本部運輸課長に就任。同年7月、歩兵第7連隊長に転じ、第5師団参謀長、参謀本部運輸課長を務め、1931年（昭和6年）8月、陸軍少将に進級し陸軍運輸部付となる。
1932年（昭和7年）4月、近衛歩兵第1旅団長に転じ、第11師団司令部付を経て、1935年（昭和10年）3月、陸軍運輸部長に就任し、同年8月、陸軍中将に進んだ。1937年（昭和12年）7月、第1船舶輸送司令官となり、1938年（昭和13年）3月、待命、同月、予備役編入となった。

## 栄典
- 1904年（明治37年）5月17日 - 正八位[7]
- 1905年（明治38年）8月18日 - 従七位[8]
- 1910年（明治43年）9月30日 - 正七位[9]
- 1915年（大正4年）10月30日 - 従六位[10]
- 1920年（大正9年）11月30日 - 正六位[11]
- 1935年（昭和10年）9月2日 - 従四位[12]

## 親族
- 長男 松田靖彦（陸軍少佐、二等陸佐）[1]